# Paranemastoma caporiaccoi
Espèce
Synonymes
- Nemastoma caporiaccoi Roewer, 1951

Paranemastoma caporiaccoi est une espèce d'opilions dyspnois de la famille des Nemastomatidae.

## Distribution
Cette espèce est endémique de Sicile en Italie.

## Description
La femelle holotype mesure 5 mm.

## Systématique et taxinomie
Cette espèce a été décrite sous le protonyme Nemastoma caporiaccoi par Roewer en 1951. Elle est placée dans le genre Paranemastoma par Schönhofer en 2013.

## Étymologie
Cette espèce est nommée en l'honneur de Lodovico di Caporiacco.

## Publication originale
- Roewer, 1951 : « Über Nemastomatiden. Weitere Weberknechte XVI. » Senckenbergiana, vol. 32, p. 95–153.